# Peter H. Fogtdal
Peter Huda Fogtdal (født 22. maj 1956 i København), dansk skønlitterær forfatter. Søn af yogalærer Inger Marie Huda og forlæggeren Palle Fogtdal.
Peter H. Fogtdal har skrevet tretten romaner, to tv-spil, en astrologibog og satire til DR. Hans vel nok to meste kendte romaner Flødeskumsfronten og Zarens dværg er udkommet på flere sprog, bl.a. på fransk, portugisisk og engelsk (USA og Canada i efteråret 2008). Flødeskumsfronten (Le front chantilly) vandt Prix Littéraire des Ambassadeurs de la Francophonie, den frankofonske litteraturpris i 2005, der også er givet til bl.a. Jens Christian Grøndahl, Michael Larsen, Leif Davidsen og Solveig Balle. 
Fogtdals forfatterskab består af de tidligere humoristiske, satiriske romaner bl.a. debuten Letmælksprofeten, 1991, Frokost for dæmoner, 1993, Pedellen, 1997 og de senere episke historiske romaner Drømmeren fra Palæstina, 1998, Lystrejsen, 2002 og Zarens dværg, 2006, men han blander ofte genrerne på uventet vis. Flere af romanerne beskæftiger sig med tro og overtro og har en spirituel tone krydret med humor.
I 2008 udkom eventyrromanen Skorpionens hale i Danmark, og Zarens dværg i USA, Canada og Frankrig og blev varmt anbefalet af Booker finalist, Sebastian Barry. 

## To kronikker fra Politiken
- Happy Danes, Holy Danes (Webside ikke længere tilgængelig)
- Eventyrekspressen (Webside ikke længere tilgængelig)